# FC 보르스클라 폴타바

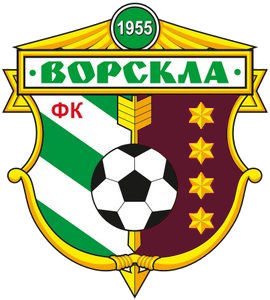

FC 보르스클라 폴타바(우크라이나어: ФК «Во́рскла» Полта́ва)는 우크라이나의 축구 클럽으로, 폴타바주의 폴타바를 연고지로 한다. 2013-14 시즌에서 우크라이나 프리미어리그에 참가하고 있다.

## 선수 명단

### 현역
참고: FIFA 자격 규정에 따라 소속된 국가대표팀 국기를 표시합니다. 선수는 복수의 FIFA 비회원국 국적을 가지고 있을 수 있습니다.
| 번호 | 포지션 | 국적       | 이름          |
| ---- | ------ | ---------- | ------------- |
| 3    | DF     | 코스타리카 | 페르난 파에론 |
| 25   | DF     | 슬로베니아 | 루카 구체크   |

| 번호 | 포지션 | 국적       | 이름        |
| ---- | ------ | ---------- | ----------- |
| 77   | FW     | 나이지리아 | 샘슨 이에데 |

## 역대 감독
| 감독                | 임기        |
| ------------------- | ----------- |
| 안드리 발           | 2001 ~ 2003 |
| 빅토르 스크리프니크 | 2022 ~      |